# Fantasy Games Unlimited
Fantasy Games Unlimited, des Öfteren abgekürzt als FGU, ist ein Verlag, der Rollenspiele herstellt. Zwischen 1970 und 1980 erlebte der Verlag seine Blütezeit.
Scott Bizar gründete den Verlag 1975 und wartete zu Beginn mit zwei Kriegsspielen auf. Als das von TSR hergestellte Rollenspiel Dungeons and Dragons schnell an Popularität gewann, verlagerte Bizar seine Aufmerksamkeit auf Rollenspiele. FGU ließ die Spiele hauptsächlich von Amateuren und Freiberuflern entwickeln.
Eine Fokussierung auf ein spezielles Produkt des Verlages fand nicht statt. FGU ist daher bekannt als Produzent von über einem Dutzend Rollenspiele, mehr als alle anderen Rollenspielverlage.

## Publikationen
- Aftermath!
- Bushido
- Bunnies and Burrows
- Chivalry and Sorcery (Ausgabe 1 und 2)
- Daredevils (Spiel)
- Down Styphon
- Fire, Hack & Run
- Flash Gordon & the Warriors of Mongo
- Flashing Blades
- Frederick the Great
- Freedom Fighters (Rollenspiel)
- Gangster!
- Gladiators (Spiel)
- Land of the Rising Sun (Spiel)
- Lands of Adventure
- Merc
- Odysseus
- Other Suns
- Privateers & Gentlemen
- Psi World
- Royal Armies of the Hyborean Age
- Skull & Crossbones
- Space Opera
- Star Explorer
- Starships & Spacemen
- Swordbearer
- Tyrannosaurus wrecks
- Villains & Vigilantes
- Wild West
- Wizards' World
- Year of the Phoenix